# Колон (футбольный клуб, Монтевидео)
«Коло́н» (исп. Colón Fútbol Club) — уругвайский футбольный клуб из района Монтевидео Брасо-Ориенталь.

## История
«Колон» был основан 12 марта 1907 год и назван в честь Христофора Колумба (Колон — это испанская форма фамилии мореплавателя). «Колон» был организован в районе Монтевидео Брасо-Ориенталь. В 1908 году «Колону», наряду с клубом «Ориенталь», было позволено участвовать в Примере. «Колон» выступил относительно успешно, заняв 7-е место из 11 команд, но вынужден был покинуть Лигу из-за недостатка средств (вместе с тем же «Ориенталем», занявшим последнее место).
В следующий раз «Колон» выступал в Высшем дивизионе в период раскола на два чемпионата — Ассоциации и Федерации футбола Уругвая. В 1923 году в чемпионате ФУФ «Зелёные» заняли 6-е место из 32 команд, а в следующем году команда была лишь 14-й из 17 участников. В 1925 году чемпионат страны в Высшем дивизионе не проводился, зато «Колон» стал чемпионом Дивизиона Интермедиа. Это не позволило подняться в элиту, поскольку чемпионаты АУФ и ФУФ были объединены, и в 1926 году проводился переходный турнир. Уже в следующем году «Колон» повторил своё достижение и добился возвращения в элиту.
В 1928 году команда финишировала на 10 месте, а спустя год — лишь на 13-м из 14 участников, и вновь опустилась в низший дивизион. В 1931 году «Колон» вновь выиграл Дивизион Интермедиа, но и на этот раз АУФ приняла решение не проводить обмена командами между дивизионами.
В следующий раз «Колон» добился права выступать в элите спустя 33 года, но сезон 1965 был полностью провален: последнее, 10-е место и возвращение во Второй профессиональный дивизион. Это был последний для «Колона» сезон в элите. Несмотря на победу во Втором дивизионе в 1982 году, «Колон» вновь не получил прямую путёвку в Примеру: вместо этого проводился переходный турнир с участием 4 команд. «Колон» без шансов занял последнее место в группе с «Уракан Бусео», «Ливерпулем» и «Фениксом», после чего никогда не подбирался к выходу в элиту.
В последние годы «Колон» выступает в третьей по уровню лиге чемпионата Уругвая — Втором любительском дивизионе, в котором выступают полупрофессиональные команды, входящие в АУФ. В 2007 году по случаю столетия клуба в Уругвае была выпущена почтовая марка.

## Достижения
- Чемпион Второго дивизиона Уругвая (2): 1964, 1982 (2-я по уровню лига)
- Чемпион Дивизиона Интермедиа (1): 1925, 1927, 1931 (2-я по уровню лига), 1954 (3-я по уровню лига)
- Чемпион Дивизиона Экстра (1): 1920 (3-я по уровню лига)
- Чемпион Второго любительского дивизиона Уругвая (2): 1988, 2000 (3-я по уровню лига)